# Voedsel- en Landbouworganisatie van de Verenigde Naties
De Voedsel- en Landbouworganisatie van de Verenigde Naties (Engels: Food and Agriculture Organization, FAO) is een gespecialiseerde organisatie van de VN die tot doel heeft om de honger in de wereld te bestrijden.

## Geschiedenis
De organisatie werd op 16 oktober 1945 opgericht in de stad Quebec in Canada. In 1951 verhuisde het hoofdkwartier van Washington D.C. naar Rome. De FAO wil voornamelijk plattelandsgebieden helpen ontwikkelen. Zij doet dit voornamelijk door informatievoorziening, op overheidsniveau en lokaal niveau.
De FAO probeert de doelstelling op vier manieren te bereiken:
- Door hulp te bieden aan ontwikkelingslanden
- Door informatie te verstrekken over voedsel, landbouw, tuinbouw, bosbouw en visserij
- Door advies te geven aan overheden
- Door een neutraal platform te bieden waarop discussie kan plaatsvinden en beleid kan worden ontwikkeld over grote voedsel- en landbouwaangelegenheden

## Directeuren-generaal
- John Boyd Orr, oktober 1945 – april 1948
- Norris E. Dodd, april 1948 – december 1953
- Philip V. Cardon, januari 1954 – april 1956
- Herbert Broadley, (wnd.) april 1956 – november 1956
- Binay Ranjan Sen, november 1956 – december 1967
- Addeke Hendrik Boerma, januari 1968 – december 1975
- Edouard Saouma, januari 1976 – december 1993
- Jacques Diouf, januari 1994 – december 2011
- José Graziano da Silva, januari 2012 – juli 2019
- Qu Dongyu, augustus 2019 – heden[1]